# Petronia Iusta
Petronia Iusta war eine junge römische Frau, die um 60 n. Chr. geboren wurde und in Herculaneum lebte. 
Sie ist von diversen Rechtsurkunden auf Wachstafeln bekannt, die einen Rechtsstreit belegen und sich in der Casa del Bicentenario fanden. Aus der Antike sind nur wenige Rechtsurkunden aus dem westlichen Mittelmeerraum überliefert, so dass diesem Fall eine besondere Bedeutung in der Rechtsgeschichte zukommt. Der genaue Verlauf und die Gründe des Rechtsstreits sind allerdings umstritten, auch ist unsicher, ob es jemals zu einem Gerichtsverfahren kam.
Iusta war die Tochter der Petronia Vitalis, einer Sklavin im Haus der Calatoria Themis und ihres Gemahls Petronius Stephanus. Petronia Vitalis wurde zu einem unbekannten Zeitpunkt aus der Sklaverei entlassen. Ihre Tochter Iusta scheint eine Zeitlang bei Calatoria Themis und Petronius Stephanus gelebt zu haben, zog dann aber zu ihrer Mutter Vitalis, nachdem Calatoria Themis und Petronius Stephanus Geld für die Erziehung von Iusta erhalten hatten.
Der eigentliche Rechtsstreit datiert um 74 und 75 n. Chr. und sollte in Rom verhandelt werden, da der Magistrat in Herculaneum nicht das Recht hatte, solche Fälle zu behandeln. Zur Zeit der Anklage waren Petronia Vitalis und Petronius Stephanus wahrscheinlich schon verstorben. Bei dem Rechtsfall ging es um den Rechtsstatus von Iusta beziehungsweise ihrer Mutter bei ihrer Geburt. Bei einigen der Urkunden handelt es sich um Zeugenaussagen, die besagen, dass Iusta geboren wurde, als ihre Mutter schon Freigelassene war, andere Zeugenaussagen behaupten jedoch das Gegenteil. Der Rechtsstatus ihrer Mutter war wichtig für Iusta. Falls ihre Mutter bei der Geburt von Iusta Sklavin war, dann wäre Iusta auch Sklavin. Calatoria Themis scheint also den Status der Iusta angezweifelt und sie als Sklavin beansprucht zu haben. Der Ausgang des Falles ist unbekannt, auch ist unsicher, ob der Fall jemals in Rom verhandelt wurde.